# 길이상수
길이상수(Length constant, 그리스 소문자 {\displaystyle \lambda }로 표기한다)는 신경생물학에서 사용되는 상수이다.
뉴런의 활동전위에서 {\displaystyle \lambda }는
{\displaystyle \lambda ={\sqrt {\frac {r_{m}}{(r_{i}+r_{o})}}}}
로 나타내어진다. 이때 {\displaystyle r_{m}}은 막 사이의 저항, {\displaystyle r_{i}}는 막 내부의 저항이고 {\displaystyle r_{o}}는 막 외부의 저항이다.
길이상수는 전류가 막 내부를 통과할 때 생기는 활동전위 변화를 나타낼 때 사용된다.
{\displaystyle V_{x}=V_{0}(1-e^{x/\lambda })}
활동전위의 감소는
{\displaystyle V_{x}=V_{0}e^{x/\lambda }}
로 나타내어진다.
이 때 {\displaystyle V_{x}}는 {\displaystyle x}만큼 떨어진 지역에서의 전압, {\displaystyle V_{0}}는 처음의 전압, {\displaystyle x}는 떨어진 거리를 나타낸다.

## 같이 보기
- 시간 상수